# Hippodrome de Pré-Naval
L'hippodrome de Pré-Naval se situe sur la commune de Glénac, près de La Gacilly, en Morbihan.
C'est un hippodrome ouvert au galop et au trot avec une piste en herbe de 2400 m, avec corde à droite. Pendant l'hiver 2014, avec les intempéries en Bretagne, l'hippodrome est inondé pendant deux mois. Une équipe de bénévoles le remet en état, le site n'ayant pas été reconnu comme victime d'une catastrophe naturelle.

## Annexe
- Liste des hippodromes de Bretagne